# Dāsh Bolāgh Bāzār
Dāsh Bolāgh Bāzār (persiska: داش بلاغ بازار, Dāsh Bolāgh-e Bāzār, داش بلاغ) är en ort i Iran.   Den ligger i provinsen Östazarbaijan, i den nordvästra delen av landet, 500 km väster om huvudstaden Teheran. Dāsh Bolāgh Bāzār ligger 1 987 meter över havet och antalet invånare är 270.
Terrängen runt Dāsh Bolāgh Bāzār är kuperad västerut, men österut är den platt. Terrängen runt Dāsh Bolāgh Bāzār sluttar västerut.Runt Dāsh Bolāgh Bāzār är det ganska glesbefolkat, med 47 invånare per kvadratkilometer. Närmaste större samhälle är Bolūkābād, 19,8 km norr om Dāsh Bolāgh Bāzār. Trakten runt Dāsh Bolāgh Bāzār består i huvudsak av gräsmarker.